# Georg Druschetzky
Georg Druschetzky, en tchèque Jiří Družecký, né le 7 avril 1745 à Jemníky et mort le 21 juin 1819 à Buda, est un compositeur et hautboïste bohémien.

## Biographie
Georg Družecký était grenadier à Cheb depuis 1762 dans le 50e régiment, qui fut ensuite transféré à Vienne, Enns, Linz et Braunau. De 1768 à 1774, il a travaillé comme musicien de régiment et est devenu chef de musique militaire. A partir de 1777, Družecký est "timbalier de campagne agréé" au service de l'Etat en Haute-Autriche, poste qui lui permet également de promouvoir la vie musicale à Linz. En 1783, il s'installe à Vienne et devient membre de la "Tonkünstler-Sozietät". En 1786 ou 1787, il entre au service du duc Antal Grassalkovich II à Pressbourg, et à partir de 1790, il travaille comme compositeur pour le prince-primat (de), le comte József  Batthyány en Hongrie. En 1807, il devint compositeur de l'archiduc Joseph Anton Johann et dirigea son harmonie à huit voix pour instruments à vent.

## Source
- (en) Cet article est partiellement ou en totalité issu de l’article de Wikipédia en anglais intitulé « Georg Druschetzky » (voir la liste des auteurs).